# Eddy de Pretto
Eddy de Pretto es un cantautor y actor francés, nacido el 2 de mayo de 1993 en Créteil en el Valle del Marne.

## Biografía

### Juventud y formación
Nace el 2 de mayo de 1993 y crece en Créteil, en el Valle del Marne, al lado de su padre, conductor de camión y fan del fútbol, y de su madre, técnica de laboratorio «apasionada de la cultura».La ciudad natal a la cual hace referencia su canción "Beaulieue" y a la que el debe mucho, le dio «una cierta rabia, unas ganas de superarme a mí mismo. Hay un poco de lastre en los suburbios, queramos o no: nos dicen que estamos al margen, que no vamos a llegar a nada. Yo tenía la cabeza llena de sueños y una pequeña voz me decía que iba a hacerlo. Las ganas de salir me ayudaron a alcanzarlo», cuenta él en una entrevista.
Cuando tenía doce años, comienza a dar cursos de teatro, de canto, de técnica vocal y de piano: «Yo cogía el mando a distancia de la televisión para hacer un micrófono y giraba la lámpara para hacer la iluminación. Por eso, mi madre me propuso dar cursos de teatro viendo que no destacaba al deporte». Continuó su formación en el Instituto superior de artes escénicas (ECM-ISAS), en París.

### Comienzos
Eddy de Pretto dio sus primeros pasos de actor comenzando por la publicidad en televisión, por ejemplo en el papel del joven Julio César para CanalSat en septiembre del 2010, antes de empezar en el mundo teatral y en el cinematográfico: los cortometrajes "Königsberg" de Philipp Mayrhofer en 2012 y "Vivir su vida" de Paul D. Meyer en 2013 así como una aparición en el largometraje Paulette (2013) de Jérôme Enrico.
Entre los dieciocho y diecinueve años, comienza a escribir sus canciones. La primera vez canta I Believe I Can Fly de R. Kelly delante del público en la Casa de los jóvenes y de la cultura (MJC) de su barrio: «Estaba muy endeble, […] tan estresado porque había mucho rap y no era en absoluto en aquellos códigos», cuenta en una entrevista.
Participa en la Primavera de Bourges, y consigue el premio de los Inouïs, y en Bars en Trans, y es galardonado de los inRocKs Lab 2016. También se suma en octubre de 2017 al Festival Off Off Off de "Nuits de Champagne" en Troyes.

### KidyCure
Saca su primer EP, titulado Kid, el 6 de octubre de 2017. Para los lives de su EP, lanza los trozos desde su iPhone conectado a un cable, no tiene músicos exceptuado un baterista durante sus conciertos.
A principios de enero de 2018, sobre la escena de la emisión de televisión Taratata, canta Como un boomerang en dúo con Julien Dorado, anteriormente interpretada por Dani y Étienne Daho. en 2001.
A mediados de enero de 2018 lanza Random, la primera canción de su futuro primer álbum Cure, aludiendo a sus penas de corazón.
Al lado de Gaël Faye y Fishbach, es nombrado en la categoría « Revelación Escena del año » a la 33.º ceremonia de las Victorias de la música que se desarrolla el 9 de febrero de 2018: Gaël Faye es el vencedor.
A mediados de febrero de 2018, presenta su título Ego sobre «una instrumental purificada y mecánica» y a propósito del cual el intérprete se explica: «Planteo la eventualidad de volverme loco a causa de la velocidad a la que va el proyecto. De tanto oír elogios, «demasiado de sí» implosiono, y es el riesgo que expongo aquí. El simple miedo de caer en el fanatismo de sí mismo por las redes sociales, las palabras de amor, y otro signo que halaga y que crea este monstruo de ego.»
El 2 de marzo de 2018, sale su primer álbum Cure, disponible en CD, disco de vinilo y en versión desmaterializada. Al mismo tiempo, se da a conocer el clip de Normal que aborda estereotipos sobre la identidad sexual, miedo ajeno y homofobia: «Una cólera enfrente de gente que me atacaba porque no querían a la persona a la que podía representar», explica en la revista Têtu. El videoclip está grabado en el terreno más viejo de baloncesto del mundo en el YMCA de París. Una semana después de su salida, el disco se clasifica en el número uno de las mejores ventas de álbumes, con 13.500 ejemplares y «desaloja» Gran Cuerpo Enfermo al Top álbumes del Fnac de Francia.

### Vida privada
Así como alude en algunas de sus canciones, Eddy de Pretto no esconde su homosexualidad: «No soy militante. No tengo ganas de ser un abanderado. Justo tengo ganas de contar mi vida, mi realidad», añade en una entrevista. Se define entonces como un artista «no género». En la emisión Taratata difundida el 15 de diciembre de 2017, explica que en su título Kid, procura interrogar la masculinidad y la hipervirilidad que han constituido una parte de su educación. Cuando Nagui le pregunta si habla de homosexualidad en sus canciones, él responde que esta no era en absoluto su intención. Al respecto, el cantante declara a los Inrockuptibles: «Trato de hablar de mi historia personal y de normalizarlo lo más posible. Y no ponerla por delante para decir que soy el primer homosexual que relaciona el rap y la canción francesa».

## Entorno musical
La música de Eddy de Pretto es simultáneamente del hip-hop pero también y directamente de la variedad francesa. Para Liberación, su estilo es al «mitan de la canción» «tradicional» (Charles Aznavour, Jean Guidoni, Pierre Lapointe...) y del hip-hop generacional». El periódico alaba el estilo «desapacible y enfático» y le compara a «aquel de un Stromae que lee nerviosamente a Édouard Louis, por la noche, bajo las sábanas, con una linterna».

## Discografía
- 2018 : Cure

## Filmografía
Películas
- 2013 : Paulette de Jérôme Enrico : el joven Blanco comprador.
- 2014 : Nada para Pehuajo de Nelly Fantoni : la mujer en verde (vídeo).

Cortometrajes
- 2012 : Königsberg de Philipp Mayrhofer : Antoine
- 2013 : Vivir su vida de Paul D. Meyer : Alex

## Distinciones

### Recompensa
- Primavera de Bourges 2017 : Premio de la Primavera de Bourges.

### Nominación
- Victorias de la música 2018 : « Revelación Escena del año »